# Valley Home (Kalifornija)
Valley Home je naseljeno područje za statističke svrhe u američkoj saveznoj državi Kalifornija. Prema popisu stanovništva iz 2010. u njemu je živjelo 228 stanovnika.